# Aeropuerto Internacional de Tinian
El Aeropuerto Internacional de Tinian  (en inglés: Tinian International Airport) (IATA: TIQ, ICAO: PGWT, FAA LID: TNI) también conocido como Aeropuerto de Tinian Oeste, es un aeropuerto público localizado en la isla de Tinian en la Mancomunidad de las Islas Marianas del Norte un territorio dependiente de Estados Unidos en Oceanía. Este aeropuerto es propiedad de la Autoridad de Puertos de la Mancomunidad. 
Aunque la mayoría de los aeropuertos de Estados Unidos utilizan el mismo identificador de posición de tres letras para la FAA y la IATA , el aeropuerto internacional de Tinian tiene asignado TNI por la FAA y TIQ por la IATA (se asigna TNI al aeropuerto de Satna en la India). El Identificador OACI del aeropuerto es PGWT .